# Tromodesiana thomae
Tromodesiana thomae là một loài ruồi trong họ Tachinidae.